# Perigonia bahamensis
Perigonia bahamensis är en fjärilsart som beskrevs av Clark 1917. Perigonia bahamensis ingår i släktet Perigonia och familjen svärmare. Inga underarter finns listade i Catalogue of Life.